# Синоними (филм)
Синоними (фр. Synonymes) је међународни драмски филм у копродукцији из 2019. године у режији Надава Лапида, по сценарију Надава и Хаима Лапида.

## Радња
Млади Израелац бежи у Париз како би побегао од своје националности.

## Улоге
| Глумац           | Улога                 |
| ---------------- | --------------------- |
| Том Мерсје       | Јоав                  |
| Квентин Долмаире | Емил                  |
| Луиза Чевилоте   | Коралина              |
| Урија Хајик      | Јарон                 |
| Оливије Лусто    | Мичел                 |
| Леа Дракер       | Наставница француског |

## Награде
Филм Синоними је светску премијеру имао на Берлинском филмском фестивалу 13. фебруара 2019. где је освојио Златног медведа и FIPRESCI. У Израелу је објављен 28. фебруара, у Француској 27. марта од SBS Distribution и у Немачкој 5. септембра 2019. од стране Гранд филма. Маја 2019. је Kino Lorber стекао права дистрибуције филма у Сједињеним Америчким Државама. Приказан је на Филмском фестивалу у Торонту 9. септембра и Њујоршком филмском фестивалу 29. септембра. Објављен је у Сједињеним Америчким Државама 25. октобра 2019. Добио је позитивне критике филмских критичара, на сајту Rotten Tomatoes је добио оцену 88% на основу 90 рецензија, са просеком од 7.3 од 10. На сајту Metacritic је добио оцену 84 од 100 на основу двадесет и једног критичара, што указује „универзално признање”.